# Amtsgericht Heide
Das Amtsgericht Heide war ein preußisches Amtsgericht mit Sitz in Heide.

## Geschichte
Mit der Annexion Schleswig-Holsteins wurden 1867 in der nunmehr preußischen Provinz fünf Kreisgerichte und das übergeordnete Appellationsgericht Kiel eingerichtet. Als Eingangsgerichte wurden Amtsgerichte geschaffen, darunter das Amtsgericht Heide als eines von 17 Amtsgerichten des Kreisgerichtes Itzehoe. Den Gerichtssprengel bildeten die Kirchspielvogteidistrikte Heide, Weddingstedt, Delve, Hennstedt und Schlichting mit dem Dorf Fedderingen, Norder- und Süderwöhrden und Hemmingstedt mit dem Friedrichsgabekoog, das unbedeichte Vorland zwischen dem Christianskoog-Hafenstrom und dem Warwerorter Hafenstrom. Mit dem Inkrafttreten des deutschen Gerichtsverfassungsgesetzes am 1. Oktober 1879 wurden reichsweit einheitlich Amts-, Land- und Oberlandesgerichte geschaffen. Das Amtsgericht Heide blieb bestehen und war nun dem Landgericht Kiel nachgeordnet. Sein Gerichtsbezirk umfasste daraufhin den Kreis Norderdithmarschen außer den Teilen, die den Amtsgerichten Lunden und Wesselburen zugeordnet waren. Am Gericht bestanden 1880 zwei Richterstellen. Das Amtsgericht war damit ein mittelgroßes Amtsgericht im Landgerichtsbezirk.
Im Jahre 1970 wurde das Amtsgericht Heide aufgehoben.

## Richter
- Wilhelm Görck (1895–1907)